# Судавская книга

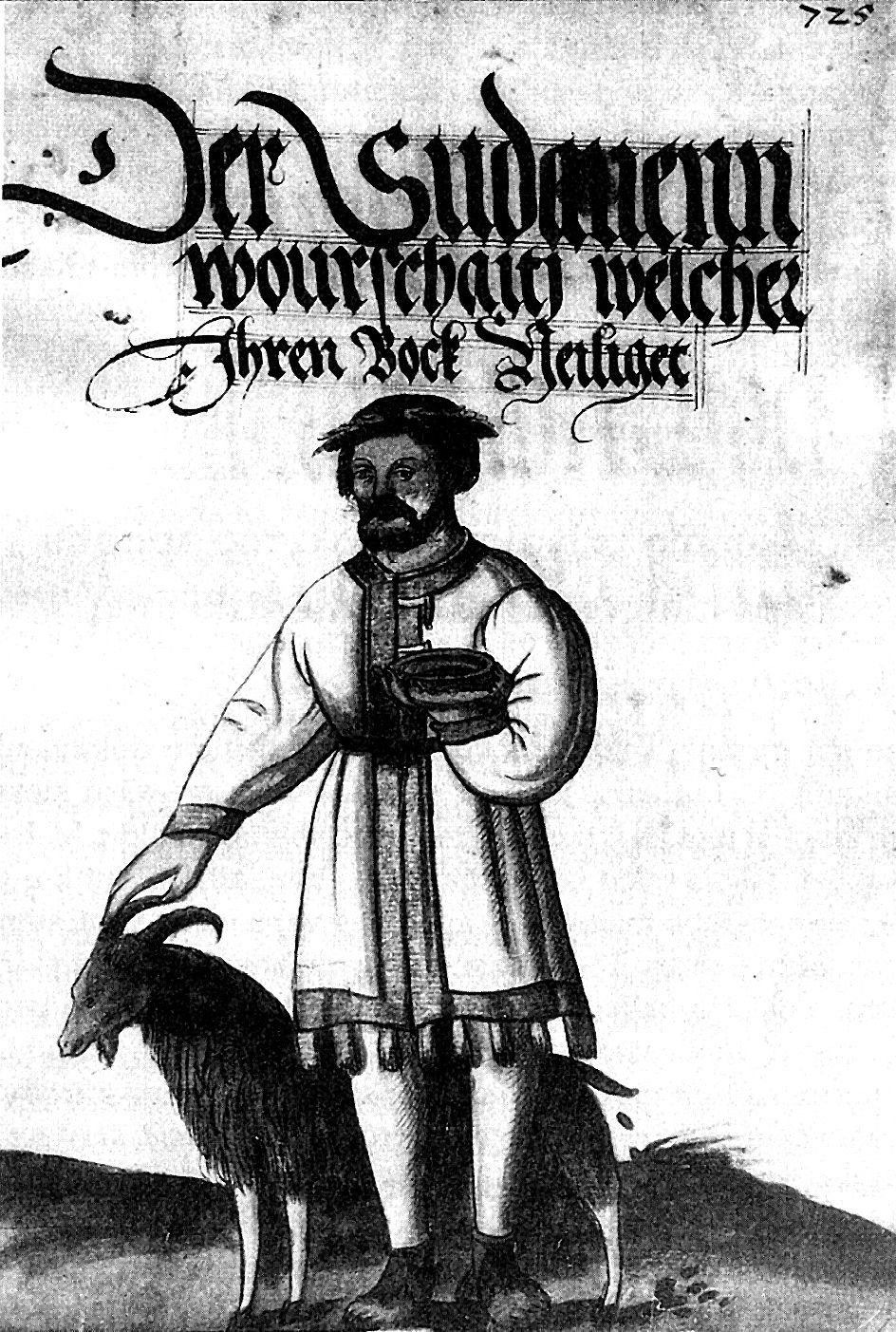
Иллюстрация «Жертвоприношение козла» из Судавской книги

Судавская книга (лит. Sūduvių knygelė, нем. Sudauer Büchlein) — анонимное произведение об обычаях, религии и повседневной жизни балтийского народа пруссов, в IX—XVIII веках населявшего территорию нынешней Калининградской области России, южной части Клайпедского уезда Литвы и Варминско-Мазурского воеводства Польши. Название ссылается на регион Судавия (Ятвягия). Название печатной версии: Warhafftige Beschreibung der Sudawen auf Samlandt sambt jhren Bockheyligen vnd Ceremonien («Правдивое описание жертвоприношения козла и обрядов балтского народа пруссов»). Рукописные варианты носят название Der Vnglaubigen Sudauen ihrer Bockheiligung mit sambt andern Ceremonien («Жертвоприношение козла язычниками-пруссами и другие их обряды»).
Рукопись была написана на немецком языке в XVI веке. Оригинал не сохранился. О содержании книги известно из более поздних списков и печатных изданий. Современные ученые расходятся во мнениях о происхождении и значении книги. Тем не менее, книга стала популярной и часто цитируемой в других исторических произведениях. Большая часть прусской мифологии реконструируется на основе этой работы или её производных.

## Содержание
Книга включает в себя список прусских богов, перечисленных в нисходящем порядке от небес к земле и к преисподней: Ockopirmus (главный бог неба и звезд), Swayxtix (яркий свет), Auschauts (бог больных), Autrimpus (бог моря), Potrimpus (бог воды), Bardoayts (бог лодок), Pergrubrius (бог растений), Pilnitis (бог изобилия), Parkuns (бог грома и дождя), Peckols (бог ада и тьмы), Pockols (летающий дух или дьявол), Puschkayts (бог земли) и его слуги Barstucke (людишки) и Markopole.
В книге также подробно описаны местные обычаи: свадьбы, похороны, почитание умерших. Так, в мельчайших подробностях описан обряд принесения в жертву коз жрецом (так называемый Wourschaity). В книге также описан быт и обычаи пруссов, живших когда-то на Калининградском полуострове. В XIII веке пруссы ещё были язычниками, почитающими своих богов.

## Авторство
По мнению польского историка Александра Брюкнера, книга возникла из писем, написанных примерно в 1545 году протестантским священником Иеронимом Малецким с использованием информации из книги Constitutiones Synodales, опубликованной в 1530 году. Их содержание было дополнено сыном Малецкого и опубликовано им в 1561 году под названием Судавская книга Следовательно, заключает Брюкнер, книга не содержит новой информации и не может рассматриваться в качестве независимого источника прусской мифологии.
Немецкий фольклорист Вильгельм Манхардт считает, что Малецкий только подготовил к публикации ранее написанные анонимные рукописи. По его мнению, Судавская книга была написана давно и была источником для Constitutiones Synodales. Он утверждал, что книга была написана лютеранскими священниками: Георгом фон Поленцем (Georg von Polenz), епископом Самбии; Эрхардом фон Квайсом (Erhard von Queis), епископом Помезании; и Паулюсом Сператусом (Paulus Speratus), духовником герцога Альбрехта Прусского, позднее епископом Помезании. В 1520-е годы они побывали в разных приходах региона, собрали информацию о языческих верованиях и записали её.
Литовский историк Инге Лукшайте утверждала, что Судавская книга и Constitutiones Synodales обе являются частями более обширной работы. Она указывала на то, что оба текста написаны в ренессансном стиле — автор описывает, но не осуждает язычество, — а следовательно, маловероятно, что её написали христианские священники. Лукшайте считает, что авторство книги неизвестно.